# Meiacanthus atrodorsalis
Espèce
Statut de conservation UICN

 LC  : Préoccupation mineure
Meiacanthus atrodorsalis est une espèce de poissons marins de poissons marins de la sous-famille des Blenniinae (famille des Blenniidae) qui se rencontrent dans les récifs du Pacifique ouest.

## Description
Meiacanthus atrodorsalis peut mesurer jusqu'à 110 mm de longueur totale.

## Répartition

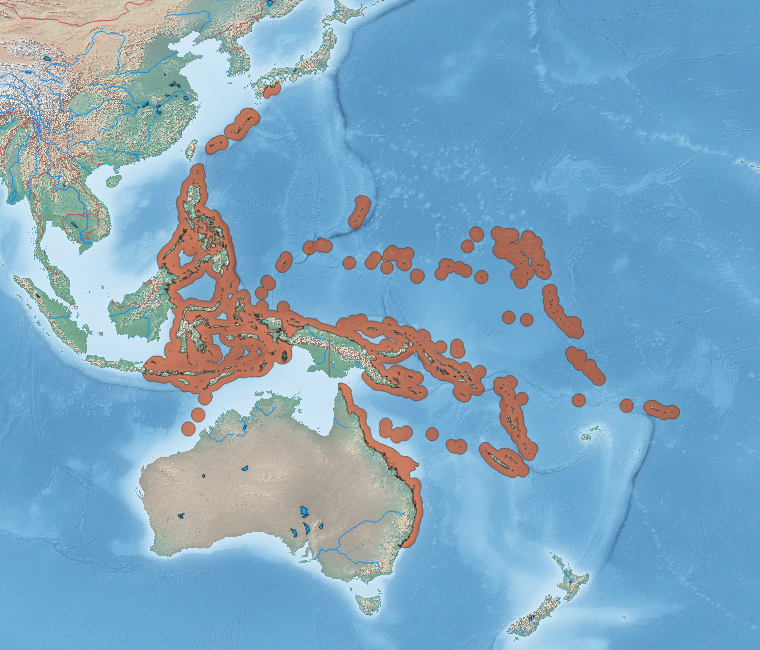
Aire de répartition de Meiacanthus atrodorsalis selon l'UICN (2025).

Ce poisson se rencontre dans le Pacifique ouest, depuis les côtes de Bali et des Philippines à l'est, aux côtes sud du Japon au nord, à celles de la Nouvelle-Galles du Sud au sud et dans toute la Micronésie. Il est présent entre 1 et 30 m de profondeur.

## Systématique
Le nom valide complet (avec auteur) de ce taxon est Meiacanthus atrodorsalis (Günther, 1877).
Meiacanthus atrodorsalis a pour synonymes :
- Meiacanthus atrodorsalis atrodorsalis (Günther, 1877)
- Petroscirtes atrodorsalis Günther, 1877
- Petroscirtes herlihyi Fowler, 1946

### Étymologie
Son épithète spécifique, composé du latin atro, « noir, sombre », et dorsalis, « dos », est supposée faire référence à la bande submarginale sombre généralement présente sur la nageoire dorsale.